# Loxandrus sculptilis
Loxandrus sculptilis är en skalbaggsart som beskrevs av Bates. Loxandrus sculptilis ingår i släktet Loxandrus och familjen jordlöpare. Inga underarter finns listade i Catalogue of Life.